# Craigavon (district)
Craigavon is een voormalig district (met borough status) in Noord-Ierland. Het is sinds 2015 deel van het district Armagh City, Banbridge and Craigavon. Craigavon telde in 2007 88.800 inwoners. De oppervlakte bedraagt 378 km², de bevolkingsdichtheid is 234,9 inwoners per km².
Van de bevolking is 52,9% protestant en 44,7% katholiek.
Antrim · Ards · Armagh · Ballymena · Ballymoney · Banbridge · Belfast · Carrickfergus · Castlereagh · Coleraine · Cookstown · Craigavon · Derry (Londonderry) · Down · Dungannon en South Tyrone · Fermanagh · Larne · Limavady · Lisburn · Magherafelt · Moyle · Newry and Mourne · Newtownabbey · North Down · Omagh · Strabane